# マイリトルポニー: ポニーライフ
『マイリトルポニー: ポニーライフ』（原題: My Little Pony: Pony Life）とは、アメリカとアイルランドのテレビアニメ。『マイリトルポニー〜トモダチは魔法〜』のスピンオフ作品である。アメリカ合衆国では2020年11月7日にディスカバリーファミリーで放送された。

## ストーリー
ピンキーパイが運営する地域ベーカリー「シュガーキューブ・コーナー」を中心とする。

## キャラクター

### メーンシックス（Mane Six）
トワイライトスパークル（Twilight Spakle）
声 - タラ・ストロング
友情の王女と主人公の一人。
ピンキーパイ（Pinkie Pie）
声 - アンドリア・リブマン
レインボーダッシュ（Rainbow Dash）
声 - アシュレイ・ボール
アップルジャック（Applejack）
声 - アシュレイ・ボール
ラリティ（Rarity）
声 - タバサ・セント・ジェルマン
フラッターシャイ（Fluttershy）
声 - アンドリア・リブマン

### 脇役
スパイク（Spike）
声 - タバサ・セント・ジェルマン
ディスコード（Discord）
声 - ピーター・ニュー
プリンセスセレスティア（Princess Celestia）
声 - ニコール・オリバー
キューティーマーククルセイダーズ（Cutie Mark Crusaders）
声 - ミシェル・クリバー（アップルブルーム）、マドレーヌ・ピーターズ（スクータルー）、クレア・コーレット（スウィーティーベル）
ポーションノヴァ（Potion Nova）
声 - シャネル・ペロソー